# Andrew Jackson Clements

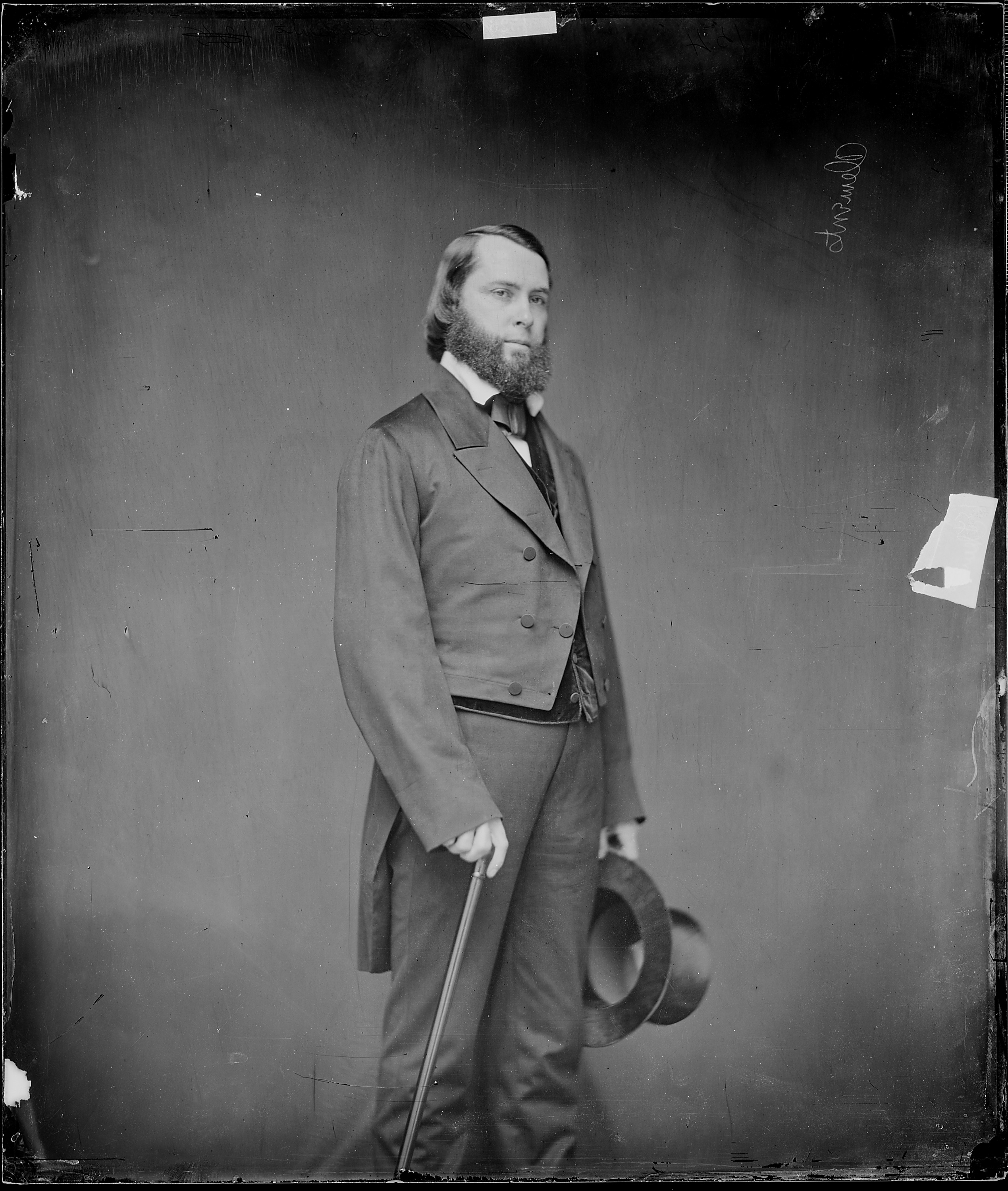
Andrew Jackson Clements

Andrew Jackson Clements (* 23. Dezember 1832 in Clementsville, Clay County, Tennessee; † 7. November 1913 in Glasgow, Kentucky) war ein US-amerikanischer Politiker. Zwischen 1861 und 1863 vertrat er den Bundesstaat Tennessee im US-Repräsentantenhaus.

## Werdegang
Andrew Clements besuchte zunächst eine private Schule und danach das Burritt College in Sparta. Nach einem anschließenden Medizinstudium und seiner Zulassung als Arzt begann er in Lafayette in seinem neuen Beruf zu arbeiten. Politisch war er als Unionist gegen den Austritt seines Staates aus der Union. Bei den Kongresswahlen des Jahres 1860 wurde er im dritten Wahlbezirk von Tennessee in das US-Repräsentantenhaus in Washington, D.C. gewählt, wo er am 4. März 1861 die Nachfolge von Reese Bowen Brabson antrat. Obwohl sich Tennessee der Konföderation anschloss, konnte er als loyaler Anhänger der Union sein Mandat im Kongress bis zum Ende der Legislaturperiode am 3. März 1863 ausüben. Anschließend blieb der Staat bis 1866 ohne Kongressvertretung.
Nach dem Ende seiner Zeit im Kongress war Andrew Clements Militärarzt in einer Einheit aus Tennessee, die im Heer der Union kämpfte. Zwischen 1866 und 1867 war er Abgeordneter im Repräsentantenhaus von Tennessee. Außerdem praktizierte er wieder als Arzt. Auf seinem Anwesen richtete er eine Schule ein. Andrew Clements starb am 7. November 1913 in Glasgow.